# Chi Cá sặc
Chi Cá sặc (danh pháp khoa học là Trichopodus) (trước đây được gộp trong Trichogaster) là một chi cá nước ngọt nằm trong họ cá Tai tượng, bản địa của Đông Nam Á.

## Từ nguyên
Tên gọi Trichopodus bắt nguồn từ tiếng Hy Lạp cổ θρίξ (thríx) nghĩa là lông, tóc và πούς (poús) nghĩa là chân. 
Tên gọi này xuất phát từ điểm đặc trưng của các loài thuộc chi cá sặc là có hai vây bụng biến đổi thành dạng sợi dài, có tác dụng như một giác quan của cá, giúp chúng thăm dò môi trường xung quanh.

## Đặc điểm chung
Các loài thuộc chi này nói chung có kích thước tương đồng nhau, vào khoảng 15 - 20 cm khi trưởng thành. Cơ thể dẹp, có hình bầu dục dài (khác với các loài Trichogaster có hình bầu dục tròn), miệng nhỏ hướng lên trên, đặc biệt có vây bụng biến đổi thành dạng sợi dài, có thể cử động linh hoạt.
Giống như các loài của họ cá Tai tượng, cá sặc là cá có mê lộ - chúng có một cơ quan hô hấp phụ trong mang có thể lấy oxy trực tiếp từ không khí, giúp cá sống được trong các môi trường đầm lầy tù đọng, nghèo oxy của Đông Nam Á.
Các loài trong chi này đều có hành vi làm tổ bọt để sinh sản. Hầu hết có dị hình giới tính không rõ nét, trừ cá sặc trân châu. 

## Các loài
Các loài cá của chi Trichopodus có quan hệ họ hàng rất gần với các loài của Trichogaster (đồng nghĩa Colisa).
Hiện tại, có 6 loài được công nhận thuộc chi này: 
- Trichopodus cantoris Günther 1861
- Trichopodus leerii Bleeker, 1852
- Trichopodus microlepis Günther, 1861
- Trichopodus pectoralis Regan, 1910
- Trichopodus poptae Low, H. H. Tan & Britz, 2014[5]
- Trichopodus trichopterus Pallas, 1770